# Tokyo Chemical Industry
Tokyo Chemical Industry Co., Ltd. (japanisch: 東京化成工業株式会社, Tōkyō Kasei Kōgyō Kabushiki Kaisha; kurz TCI) ist ein japanisches Unternehmen, das sich auf die Herstellung und den Vertrieb von Spezialchemikalien spezialisiert hat. Das Unternehmen wurde 1946 gegründet und hat seinen Hauptsitz in Tokio, Japan und ist International tätig. Es hat Standorte in Europa, den USA, und China.

## Geschichte
Ursprünglich wurde das Unternehmen 1946 in Tokio gegründet und fokussierte sich auf die Herstellung organischer Laborchemikalien. Seit den 1980er-Jahren expandierte TCI international und errichtete Niederlassungen in den USA (Portland), Europa (Belgien), China (Shanghai) und Indien (Hyderabad).

## Unternehmensprofil
TCI bietet ein Produktportfolio von über 40.000 chemischen Produkten, darunter organische Reagenzien, Katalysatoren und Materialien für die Life-Science-Industrie. Das Produktangebot richtet sich vor allem an Forschungseinrichtungen, die Pharmaindustrie sowie die chemische Industrie.